# Fizică matematică

Un exemplu de fizică matematică: soluţii pentru Ecuația lui Schrödinger pentru oscilatoare cuantice armonice (stânga) și amplitudinile lor (dreapta).

Fizica matematică se referă la dezvoltarea de metode matematice ca aplicații pentru problemele de fizică.
Journal of Mathematical Physics o definește ca „aplicarea matematicii pentru problemele din domeniul fizicii și dezvoltarea metodelor matematice potrivite pentru aceste utilizări și pentru dezvoltarea teoriilor fizice.” Este inclusă în matematică aplicată. Un subiect reprezentativ pentru fizica matematică este ecuația lui Laplace.